# Aengus I Olmucada
Aengus I Olmucada lub Aongus I Olmucaid – legendarny zwierzchni król Irlandii z dynastii Milezjan (linia Eremona) w latach 800-782 p.n.e. Syn Fiachy I Labrainne, zwierzchniego króla Irlandii, oraz nieznanej z imienia córki Mogaetha Mórólacha, wnuka Eochaida II Faebarglasa, zwierzchniego króla Irlandii.
Według średniowiecznej irlandzkiej legendy i historycznej tradycji Aengus podczas panowania ojca zdobył Szkocję. Doszedł do zwierchniej władzy przez pokonanie i zabicie króla Eochaida III Mumho w bitwie pod Cliach (Clíu). W ten sposób zemścił się za śmierć swego ojca, który zginął dwadzieścia jeden lat wcześniej w bitwie pod Belgadan (Sliab Belgatain) w Iar-Mumu. Aengus w ciągu swych osiemnastu lat panowania brał udział w siedemdziesięciu pięciu bitwach. Walczył m.in. przeciw Fomorianom, ludom Cruithe i Fir Bolgom (pięćdziesiąt bitew) i innym ludom irlandzkim, a nawet przeciw Longobardom (dwanaście bitew). Za jego panowania pojawiły się trzy jeziora oraz doszło do wylania morza między Eabha a Ros Cette. Aengus oczyścił siedem równin. Otrzymał przydomek Olmucaid na cześć swego dziadka macierzystego, Mogaetha Mórólacha („Wielkiego Pijaka”). Oznaczał on „Wielki Drink Mogaetha”. Inni tłumaczą ten przydomek, jako „Wielka Świnia”. Aengus zginął w bitwie pod Carmann z ręki Enny Airgthecha, syna Eochaida III Mumho, zwierzchniego króla Irlandii. Enna mógł się w ten sposób zemścić za śmierć ojca oraz objąć zwierzchnią władzę nad krajem. Aengus pozostawił po sobie syna Maena, ojca Roithechtaigha, przyszłego zwierzchniego króla Irlandii.